# Indiase hoofdwiebel

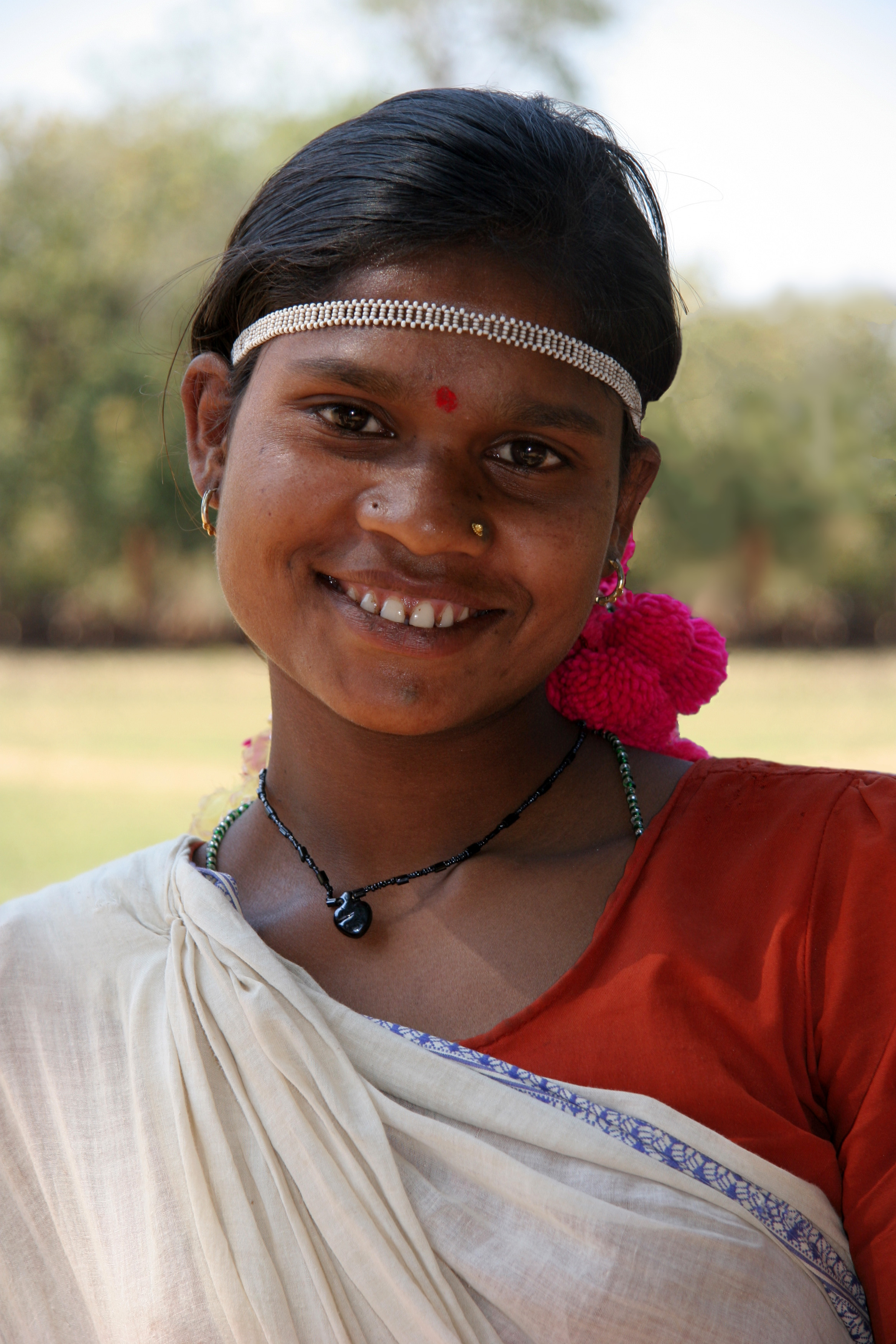
Een juffrouw van de Muria uit Madhya Pradesh wiebelt haar hoofd

De Indiase hoofdwiebel is een gebaar dat men in bepaalde Zuid-Aziatische culturen, en dan met name de Indiase veel tegenkomt, dat bestaat uit een meestal zijdelingse wiebeling van het hoofd. De betekenis van het gebaar varieert zeer en is voor westerlingen niet altijd helder te duiden. 

## Betekenis
Met een hoofdwiebel kunnen onder meer de volgende boodschappen worden overgebracht:
- Confirmatie. ("Ja, de trein naar Bangalore vertrekt van dit perron.") Merk overigens op dat in India het knikken ook een gangbaar gebaar met een zelfde boodschap is.
- bevestiging dat men het begrepen heeft ("we spreken om vijf uur af voor het hotel", het daarop volgende hoofdgewiebel geeft aan dat de boodschap overgekomen is).[3]
- Het kan ook generiek gebruikt worden om aan te geven dat iemands aanwezigheid opgemerkt is, en als teken dat men luistert naar een spreker.[4]

Het gebaar kan ook bewust worden gebruikt om een ambigu antwoord te geven, in India is nee zeggen of op andere directe wijze een voorstel af te wijzen niet conform de etiquette.

## Verschillende soorten hoofdwiebelingen
- Een krachtige en snelle wiebeling duidt aan dat de persoon het echt denkt te begrijpen. Hoe krachtiger de wiebeling, hoe sterker de overtuiging dat de boodschap begrepen is.
- een langzame en minder intense wiebel is meer een teken van vriendschap en respect.
- een snelle korte zijdelingse wiebel is te interpreteren als een "oké, begrepen" alsook "ja".